# Parodia ritteri
Parodia ritteri ist eine Pflanzenart aus der Gattung Parodia in der Familie der Kakteengewächse (Cactaceae). Das Artepitheton ritteri ehrt den deutschen Kakteenspezialisten Friedrich Ritter.

## Beschreibung
Parodia ritteri wächst einzeln. Die grünen, anfangs kugelförmigen Triebe werden später zylindrisch. Sie erreichen Wuchshöhen von bis zu 50 Zentimeter und Durchmesser von 8 bis 10 Zentimeter. Die 15 bis 21 zunächst gehöckerten Rippen verflachen später. Die auf ihnen befindlichen Areolen sind bräunlich bis weißlich. Es wird zunächst ein einzelner rosafarbener bis weißlicher Mitteldorn ausgebildet. Später sind vier vorhanden, die nur schwierig von den Randdornen unterscheidbar sind. Die zehn bis 14 etwas abstehenden rosafarbenen bis weißlichen Randdornen sind 1,4 bis 4 Zentimeter lang.
Die blutroten bis bräunlich roten oder gelblich roten Blüten erreichen Längen von 2,5 bis 3,5 Zentimeter. Ihr Perikarpell ist mit weißer Wolle besetzt. Die Narben sind hellgelb. Die roten Früchte sind 4 bis 8 Millimeter lang und mit langer weißer Wolle besetzt. Sie sind meist dicker als lang. Die Früchte enthalten schwarze Samen von etwa 0,7 Millimeter Länge und 0,5 Millimeter Breite, die fein gehöckert sind.

## Verbreitung, Systematik und Gefährdung
Parodia ritteri ist in den bolivianischen Departamentos Chuquisaca, Potosí und Tarija in Höhenlagen von 2200 bis 3000 Metern verbreitet.
Die Erstbeschreibung durch Albert Frederik Hendrik Buining wurde 1959 veröffentlicht. Ein nomenklatorisches Synonym ist Bolivicactus ritteri (Buining) Doweld (2000). Es sind zahlreiche taxonomische Synonyme bekannt.
In der Roten Liste gefährdeter Arten der IUCN wird die Art als „Least Concern (LC)“, d. h. als nicht gefährdet geführt.

## Nachweise